# Pustola
La pustola è una lesione circoscritta della pelle a carattere transitorio.

## Descrizione
Si tratta di una cavità superficiale contenente una piccola raccolta di pus ed evidente all'osservatore come rilievo della pelle. La sede di raccolta è generalmente intraepidermica e il liquido è un essudato opalescente, torbido.
Esempi molto comuni di pustole sono i brufoli e l'acne (giovanile o dell'adulto).
Raccogliendo il liquido con un tampone, all'esame microbiologico si possono distinguere:
- pustole purulente (contaminate da batteri o altri microrganismi)
- pustole sterili (derivanti da pustolosi o da una forma particolare di psoriasi)

I comedoni (punti neri) sono spesso lo stadio iniziale del processo che porta alla formazione delle pustole.